# Харлампович, Георгий Дмитриевич
Георгий Дмитриевич Харлампович (24 августа 1928, Свердловск — 5 июля 2002, Екатеринбург) — советский и российский учёный, специалист в области углехимии, кандидат технических наук (1954), доктор технических наук (1966), профессор (1968). Заслуженный деятель науки и техники РСФСР (1990), действительный член Российской экологической академии (1995). Награждён орденом Дружбы (1995), знаком «Отличник высшей школы». Лауреат премии Совета Министров СССР (1970). Работы Г. Д. Харламповича отмечены золотой и серебряной медалями ВДНХ.

## Биография
Мать — Ариадна Борисовна, выпускница Пермского университета, химик-фармацевт, была сотрудницей И. Я. Постовского; отец — Дмитрий Константинович, учёный-лесовод.
В 1935 году Георгий пошёл в школу, в 1945 году самостоятельно освоил учебную программу 9—10 классов, экстерном сдал выпускные экзамены и поступил на химический факультет Уральского политехнический института им. С. М. Кирова (УПИ). Во время учёбы в институте Г. Д. Харлампович участвует в работе студенческого научного-технического общества под руководством профессора И. Я. Постовского.
После окончания в 1950 году института Г. Д. Харлампович проработал в УПИ до конца жизни: в 1950—1953 — учёба в аспирантуре у профессора М. В. Гофтмана, с 1953 года — ассистент кафедры химической технологии топлива (ХТТ), с 1958 года — доцент кафедры ХТТ. В 1967—1998 годах — заведующий кафедрой химической технологии топлива и промышленной экологии.
Скончался 5 июля 2002 года в Екатеринбурге. Похоронен на Восточном кладбище.

## Научная деятельность
Основные исследования Г. Д. Харламповича посвящены химической переработке горючих ископаемых, производству новых нефтехимических материалов и минеральных удобрений, созданию ресурсосберегающих безотходных экологически чистых технологий. Особое место занимают методы синтеза индивидуальных фенолов, получения минеральных удобрений в безотходных процессах. За разработку экологически чистой и энергосберегающей технологии производства ортокрезола и сырья для получения термостойких полимеров 2,6-ксиленола учёный был удостоен звания лауреата Государственной премии Совета Министров СССР. Эта разработка была реализована на Нижнетагильском ПО «Уралхимпласт» в 1979 году. Г. Д. Харлампович — участник многих международных конференций (Прага, 1967, Фрайберг, 1990, Монреаль, 1992, Москва, 1992 и др.).

## Педагогическая деятельность
Г. Д. Харлампович — инициатор организации обучения в области практической психологии и промышленной экологии. На возглавлявшейся им кафедре ХТТ УПИ с начала 1970-х годов оформилось и определяет деятельность кафедры по настоящее время направление «Научные основы создания ресурсосберегающих безотходных технологий». В 1977 году начал функционировать Проблемный совет Минвуза России «Экологическая технология», созданный при УПИ и возглавлявшийся Г. Д. Харламповичем; в этом же году в УПИ начата подготовка специалистов по охране окружающей среды и безотходным технологиям. Г. Д. Харлампович — основатель Свердловского областного Центра экологического обучения и информации. В УПИ им было создано студенческое кибернетическое бюро, занимавшееся проблемами оптимизации технологических процессов и возглавившее компьютеризацию химфака УПИ.
Г. Д. Харлампович подготовил 6 докторов и 68 кандидатов наук. Имеет 98 авторских свидетельств на изобретения. Автор и соавтор многих книг и 360 других публикаций.